# Orden Imperial del Yugo y las Flechas
La Orden Imperial del Yugo y las Flechas, en un primer momento denominada Gran Orden Imperial de las Flechas Rojas, fue una distinción civil y militar española, la de mayor rango otorgada durante el franquismo.
La orden fue creada por el bando sublevado en plena guerra civil y estuvo vigente hasta su supresión formal el 21 de octubre de 2022, si bien desde 1975 no se había entregado ninguna distinción nueva.

## Historia
Fue establecida mediante el Decreto 373, de 10 de octubre de 1937 con la finalidad, según quedó recogido en este decreto como "supremo galardón del Nuevo Estado al Mérito Nacional". Esta primera norma se completó con el Decreto de 27 de enero de 1943, por el que se aprueba el Reglamento de la Orden Imperial del Yugo y las Flechas. Esta orden fue considerada como la más alta recompensa por destacados servicios prestados a la Nación Española y también se concedió a personas de otros países.
El término "Imperial" reflejó la defensa que durante el régimen de Franco se hizo de valores tradicionales y asociados a la gestación y desarrollo del Imperio español. Por el mismo motivo el yugo y el haz de flechas, divisas heráldicas de los Reyes Católicos, fueron utilizados como insignias de esta orden. El emblema de esta distinción, descrito en el artículo primero de su reglamento, consistió en un haz abierto compuesto por cinco flechas rojas y acompañado de un yugo, del mismo color, situado sobre la intersección de las flechas. El lema de la Orden Imperial del Yugo y las Flechas fue "Caesaris caesari, Dei Deo" que en latín significa "Al César lo que es del César y a Dios lo que es de Dios".
Como es habitual en este tipo de corporaciones, la Orden Imperial del Yugo y las Flechas contó con un gran maestre, el jefe del Estado español Francisco Franco Bahamonde; un capítulo, la asamblea convocada por el gran maestre que reunía a todos sus miembros; un consejo que se encontraba limitado al gran maestre, caballeros con collar y representantes de las categorías restantes; y una cancillería, situada en la Presidencia del Gobierno, que estuvo encargada de su administración y junto al canciller contó con secretario y tesorero.
Los nombramientos eran realizados libremente por el gran maestre, pudiendo entregarle candidaturas la cancillería. Las concesiones estaban limitadas a quince collares, doscientos cincuenta grandes cruces, quinientas encomiendas con placa y sin límite en las restantes categorías. Los miembros de la orden tenían la obligación de devolver las insignias en caso de ser expulsados de la misma o de obtener un grado superior.
Aunque la orden no había sido formalmente abolida, podía considerarse disuelta de facto desde la muerte de Franco, pues de una parte el último nombramiento tuvo lugar el 1 de octubre de 1975, hallándose el dictador y gran maestre en plena agonía; de otra, su sucesor en la jefatura del Estado, el rey Juan Carlos I, nunca asumió su gran maestrazgo ni convocó capítulo alguno, y finalmente, en 1976 su cancillería desapareció del organigrama de Presidencia del Gobierno.
El 21 de octubre de 2022 entró en vigor la Ley 20/2022, de 19 de octubre, de Memoria Democrática, cuyo artículo 41.2 suprimió formalmente la Orden.

## Categorías
Tuvo cinco grados o categorías: 
1. Gran Collar
2. Gran Cruz
3. Encomienda con Placa
4. Encomienda Sencilla
5. Medalla

Los grados del Gran Collar y de la Gran Cruz llevaban aparejado el tratamiento de Excelentísimo Señor y el de Encomienda con Placa el de Ilustrísimo Señor.
| Categorías                              |                                        |                              |                            |                            |
| Gran Collar                             | Gran Cruz                              | Encomienda con placa         | Encomienda sencilla        | Medalla                    |
|                                         |                                        |                              |                            |                            |
|                                         | (Banda y venera)                       | (Placa)                      |                            |                            |
| (15 caballeros Gran Collar como máximo) | (250 caballeros Gran Cruz como máximo) | (500 caballeros como máximo) | (sin limitación de número) | (sin limitación de número) |

## Descripción de las insignias
- Gran Collar: Estaba formado por la sucesión de cuarenta y seis eslabones, la mitad con la forma del yugo y el haz de flechas, situados dentro de un círculo y realizados en oro, que se alternaban con otros con la forma de la Cruz de Borgoña, el símbolo más conocido del Imperio español. Del collar pende una representación del Águila de San Juan (considerada Imperial en el decreto) sobre la que, de nuevo, aparecían representados el yugo y el haz de flechas junto con el lema de la orden, "Caesaris caesari, Dei Deo", que estaba escrito sobre el primero.
- Gran Cruz: Contaba con una placa y una banda como insignias. La placa, de setenta milímetros de longitud, estaba realizada en oro o metal dorado, tenía la forma de una cruz paté esmaltada en su parte central en negro y acompañada de un aro realizado con el mismo metal que el conjunto. En la parte central de la cruz figuraban, esmaltados en rojo, el haz de flechas y el yugo con el lema de la orden. La banda, realizada en moaré, medía ciento un milímetros de ancho, era de color rojo y tenía una franja central negra de cuarenta y un milímetros de anchura. Los extremos de la banda se unían con un rosetón picado del que pendía una venera o insignia, idéntica a la placa pero con una longitud de cincuenta y ocho milímetros.
- Encomienda con Placa: Disponía de una insignia que se portaba en el cuello y una placa. La primera, sujeta con una cinta, a modo de corbata. Esta insignia era idéntica a la venera de la banda descrita en el grado anterior pero con una longitud de treinta y cinco milímetros. Su cinta tenía los mismos colores que la banda de las grandes cruces y medía treinta y cinco milímetros de ancho. La placa de este grado era prácticamente idéntica al anterior, salvo el círculo que estaba realizado en plata o metal plateado.
- Encomienda Sencilla: Sus titulares poseían únicamente una insignia de cuello, igual a la descrita en el grado anterior.
- Medalla: La insignia de esta categoría consistió en una medalla circular, fabricada en oro o metal dorado, de cuarenta y dos milímetros de diámetro con los mismos colores y franjas que la banda y cintas de los grados anteriores. En las dos caras de esta medalla aparecía reproducida la cruz paté mencionada en las categorías anteriores. En el reverso, sobre la cruz, figuraba el haz de flechas y el yugo decorado con el lema de la orden pero no se incluyó el aro que decoraba la cruz en las insignias de los otras categorías. La medalla se portaba sujeta de una cinta de treinta y cuatro milímetros de anchura, prendida ésta en el pecho mediante un pasador-hebilla de oro o metal dorado.

## Receptores de la condecoración

Escudo de Franco como jefe de Estado con el collar de la orden.

- Víctor Manuel III de Italia (01/10/1937).[3]
- Benito Mussolini (01/10/1937).[3]
- Adolf Hitler (01/10/1937).[3]
- Pedro Teotónio Pereira, embajador de Portugal (01/10/1938).[4]
- Rudolf Hess, ministro del Reich, lugarteniente del Führer (01/10/1938).[4]
- Roberto Farinacci, ministro de Estado de Italia (01/10/1938).[4]
- Gonzalo Queipo de Llano, general jefe del Ejército del Sur (01/10/1938).[4]
- Andrés Saliquet Zumeta, general jefe del Ejército del Centro (01/10/1938).[4]
- José Moscardó Ituarte, general del Cuerpo de Ejército de Aragón, Consejero Nacional (01/10/1938).[4]
- Juan Beigbeder Atienza, Alto Comisionado de España en Marruecos, Consejero nacional (01/10/1938).[4]
- Felipe Clemente de Diego Gutiérrez, presidente del Tribunal Supremo (01/10/1938).[4]
- Manuel Miralles Salabert (01/10/1938).[4]
- Carlo Enmanuele Basile (01/10/1938).[4]
- Cesare Gullino (01/10/1938).[4]
- Giovanni Maresca di Serracapriola, duque de Salandra (01/10/1938).[4]
- Arturo Bocchini (19/05/1939).[5]
- Georg Kolbe (19/05/1939).[5]
- Heinrich Himmler (19/05/1939).[5]
- Juan Cabanas (19/05/1939).[5]
- Óscar Carmona (19/05/1939).[5]
- Claro M. Recto (19/03/1940).[6]
- Joachim von Ribbentrop (28/05/1940).[6]
- José de la Riva Agüero y Osma (09/10/1940).[7]
- Ettore Muti (03/06/1940).[6]
- Saud de Arabia Saudita (01/04/1952).[8]
- Nuri al-Said (01/04/1952).[9]
- Tomás Isaias Ramírez (18/07/1952).[10]
- Francisco Craveiro Lopes (14/05/1953).[11]
- Mohamed V de Marruecos (03/04/1956).[12]
- Faysal II de Irak (18/05/1956).[13]
- Laureano López Rodó (01/09/1959)[14]
- José Poveda Murcia (18/06/1968).[15]
- Licinio de la Fuente (30/09/1972)[16]
- Adolfo Suárez González (04/07/1975).[17]
- Angel Arbeteta López (01/04/1964).[18]